# Johann Friedrich Gustav von Stockhausen
Johann Friedrich Gustav von Stockhausen (* 26. April 1743 auf Gut Wintzig, Kreis Wohlau; † 27. März 1804 in Fraustadt) war ein preußischer Generalmajor und Chef des Infanterieregiments Nr. 37.

## Leben

### Herkunft
Johann Friedrich Gustav von Stockhausen war der Sohn von Johann Gottfried von Stockhausen (* 1685; † 17. April 1759 in Stettin) und dessen Ehefrau Marianne Elisabeth von Reitzenstein (* 16. September 1710; † 19. März 1746). Sein Vater war preußischer Oberst und Chef des Landregiments Nr. 4 in Stettin.

### Militärkarriere
Stockhausen kam 1757 als Gefreitenkorporal in das Infanterieregiment „von Blankensee“ Nr. 30. Mit dem Regiment nahm er am Siebenjährigen Krieg teil und kämpfte in den Schlachten bei Reichenbach, Prag, Kolin, Breslau, Leuthen, Zorndorf, Torgau, Hochkirch und Freiberg. Zudem war er bei den Gefechten von Döbeln und den Belagerungen von Breslau, Prag sowie Olmütz dabei. Zwischenzeitlich wurde Stockhausen am 19. Januar 1759 Fähnrich und am 13. November 1760 Sekondeleutnant. Nach dem Krieg erhielt er am 26. April 1764 seine Beförderung zum Premierleutnant.
Am 3. Januar 1777 wurde er Stabskapitän und am 19. November 1778 Kapitän und Kompaniechef. Stockhausen nahm mit dem Regiment am Bayerischen Erbfolgekrieg teil. Am 4. November 1784 wurde er Major und am 1. Februar 1790 Kommandeur des II. Bataillons.
Am 25. Mai 1792 erfolge seine Beförderung zum Oberstleutnant und als solcher nahm Stockhausen am Ersten Koalitionskrieg teil. Er kämpfte in der Schlacht bei Kaiserslautern, machte die Belagerung von Mainz mit und war beim Gefecht von Frankenthal. Ferner half er bei der Blockade und dem Beschuss von Landau. Er erhielt am 23. Juli 1793 den Orden Pour le Mérite und wurde am 12. Januar 1794 Oberst. Am 4. April 1796 wurde er zum Kommandeur des Infanterieregiments Nr. 30 ernannt. Am 26. Februar 1799 erhielt er die Berufung als Chef des Infanterieregiments „Hiller“ Nr. 37 und kurz darauf erfolgte am 20. Mai 1799 mit Patent vom 27. Mai 1799 seine Ernennung zum Generalmajor.

### Familie
Stockhausen heiratete am 6. Juli 1774 Luise Henriette Friederike von Ziegler (* 16. August 1759 in Gotha; † 25. Februar 1814 in Homburg vor der Höhe), Tochter von Friedrich Wolfgang von Ziegler und Eleonore Sophie von Züllenhardt. Sie war eine Hofdame der Landgräfin von Hessen-Homburg und gehörte zu dem literarischen Kreis der Darmstädter Empfindsamen, wo sie den Namen Lila führte. Das Paar hatte den Sohn Johann Karl Friedrich Ludwig, der wie sein Vater preußischer General wurde.